# Robert Owens
Ne doit pas être confondu avec Robert Owen.
Robert Owens (né le 17 août 1961) est un auteur-compositeur, producteur, DJ et chanteur américain, principalement connu pour son rôle au sein du groupe Fingers Inc. dans le milieu à des années 1980,.
En solo, il a placé plusieurs chansons sur le Hot Dance Music/Club Play, dont deux titres ont atteint la première place : "I'  ll Be Your Friend" (1992) et "Mine to Give" (2000, une collaboration avec Photek).

## Discographie

### Albums
- Rhythms in Me, 4th & B'way/Island/PolyGram Records, 1990
- Love Will Find its Way: The Best of Robert Owens, Unisex Records, 2002
- Night-Time Stories, Compost Records, 2008
- Art, Compost Records, 2010

### Singles
- Tears
- Tell Me
- Far Away
- I'll Be Your Friend
- Ordinary People
- Love Will Find Its Way
- I'm Strong
- Up & Away, 1994 en collaboration avec David Guetta
- Picking Up The Pieces
- A Thing Called Love
- In Love Forever, 2002
- Can You Feel It
- Never No More Lonely
- After The Rain
- Bring Down The Walls
- Mine To Give
- Mine To Give (David Morales Happy Mix)
- I Think To Myself (w/ Luke Corradine / Roebeck)
- Last Night a DJ Blew My Mind (w/ Fab Four)
- If
- A Greater Love (w/ DJ Spen)
- Love Someone (w/ Atjazz)
- I Go Back (w/ Harry Ramero)
- Escape from the Madness (w/ Rob Pearson)
- Fly Free (w/ Ralf Gum)
- Candlelight (w/ Mercury)
- Love is a Drug (feat. Audiofly), 2012

### Albums de compilation avec Owens
- The Original Chicago House Classics: Full Length 12-Inch Mixes from the Godfathers of House, Demon Music Group Ltd., 2002
- The Kings of House: Compiled & Mixed by Masters At Work, Rapster/BBE Records, 2005
- Renaissance: The Masters Series, Part 9, Renaissance Recordings, 2007
- Reflect On The Days avec Bizio Cool, 2021